# Tom Barman
Pour les articles homonymes, voir Barman (homonymie).
Tom Barman, né à Anvers le 1er janvier 1972, est un musicien, auteur-compositeur et réalisateur belge. Il est principalement connu pour être le leader du groupe de rock indépendant dEUS. Il est également fondateur des groupes Magnus et Taxiwars.

## Biographie
Son grand-père norvégien commandait le Red Star Line, un bateau qui faisait au début du XXe siècle la traversée Anvers-New York, ses oncles et tantes sont partis en France et en Angleterre tandis que son père, ingénieur civil est resté en Belgique. Ses parents aimaient parler littérature et écoutaient de la musique classique. Sans être créatifs, ils appréciaient l'art et possédaient de nombreux tableaux.
Pendant son adolescence, il se consacre à la pratique du squash jusqu'à être classé 3e joueur junior de Belgique. A 17 ans, il arrête cette pratique pour intégrer une école de cinéma car il souhaite devenir réalisateur.
En parallèle, il achète une guitare et commence à composer ses propres chansons. Pendant ses vacances, muni d'un ticket InterRail, il voyage avec sa guitare et joue aux terrasses des cafés (aux Halles de Paris entre autres) et dort au camping ou chez l'habitant. Il rencontre ainsi les autres membres de dEUS.
Musicien actif depuis 1991, il fonde les groupes Magnus et Taxiwars en parallèle de dEUS. Il multiplie également les collaborations et DJ set en solo.
En parallèle, il réalise le film Any Way the Wind Blows en 2003 et plusieurs clips de dEUS.
Au sujet de sa carrière, il dit : « Le cinéma c’est ce que je voulais faire, la musique c’est ce qui s’est passé ».

## Carrière

### Musique

#### dEUS (depuis 1991)
Tom Barman fonde le groupe de rock dEUS en 1991 avec d'autres musiciens de la scène anversoise de l'époque. Après les départs de Stef Kamil Carlens et Rudy Trouvé, il devient le leader du groupe au milieu des années 1990.   
dEUS sort huit albums :
- Worst Case Scenario (1994)
- In a Bar, Under the Sea (1996)
- The Ideal Crash (1999)
- Pocket Revolution (2005)
- Vantage Point (2008)
- Keep You Close (2011)
- Following Sea (2012)
- How to Replace it (2023)

Le groupe sort également 2 compilations: No More Loud Music en 2001 et Selected songs : 1994-2014 pour les 20 ans du groupe. Ce second best-of est suivi d'une tournée européenne fin 2014 et de quelques concerts acoustiques fin 2015.

#### Magnus (depuis 2004)
Tom Barman profite d'une pause de dEUS après la tournée éreintante de The Ideal Crash pour lancer le groupe Magnus avec le DJ CJ Bolland.  
Cette collaboration donne naissance à 2 albums :
- The Body Gave You Everything (2004)
- Where Neon Goes to Die (2014)

#### Taxiwars  (depuis 2014)
Passionné de jazz, Tom Barman fonde le groupe Taxiwars avec Robin Verheyen en 2014. Le groupe sort 2 albums :
- Taxiwars (2015)
- Fever (2016)

#### Solo
En 2004, dans l'album Tom Barman - Guy van Nueten : Live Tom Barman et le pianiste Guy van Nueten interprètent des chansons de dEUS mais aussi des reprises de Joni Mitchell, David Bowie et Serge Gainsbourg enregistrées lors de concerts en 2001 et 2002.
En 2006, Tom Barman sort une compilation de jazz intitulée That’s Blue, composée d’extraits du catalogue du label Blue Note Records, puis une autre en 2012 du nom de Living on Impulse! qui contient 30 titres du label Impulse!.
En 2007, avec Arno, il est à l'initiative de concerts 0110 pour la tolérance et contre le racisme, l'extrémisme et la violence qui se sont tenus à Anvers, Bruxelles et Charleroi. De nombreux groupes et artistes belges se produisent ce soir-là devant 70 000 personnes.

### Cinéma
Côté réalisation, Tom Barman est l'auteur d’Any Way the Wind Blows, un long-métrage en néerlandais réalisé en 2003. Il travaille depuis 2015 sur son second film.
Il incarne par ailleurs Vincent van Gogh dans un docu-fiction de Henri de Gerlache, Le choix de peindre, diffusé en janvier 2015 dans le cadre de Mons 2015. Il évoque la vie du peintre lors de son passage dans le Borinage. Le tournage s'est déroulé du 3 au 11 avril 2014.